# جورجي ستويمنوف
جورجي ستويمنوف (مواليد 17 أبريل 1952) هو ملاكم بلغاري، مثّل بلاده في الألعاب الأولمبية الصيفية 1976.

## روابط خارجية
جورجي ستويمنوف على موقع أوليمبيديا (الإنجليزية)